# 拉多克 (路易斯安那州)
拉多克（英語：Ruddock）是位於美國路易斯安那州施洗者聖約翰堂區的一個鬼鎮。

## 地理
拉多克所處的海拔為高於海平面0米（即0英呎），而該地所採用的時區為UTC-6，即北美中部時區（CST）。同時該地設有夏令時間，為UTC-6調快一小時，即UTC-5（CDT）。